# Hrabina de Charny
Hrabina de Charny – powieść historyczna Aleksandra Dumasa (ojca), stanowiąca czwartą część słynnego cyklu Pamiętniki lekarza. Opisuje ona dalszy ciąg Wielkiej Rewolucji Francuskiej, jej coraz poważniejsze skutki, a także dalsze losy Andrei de Charny (tytułowej hrabiny), doktora Gilberta oraz Anioła Pitou.

## Główni bohaterowie powieści
- hrabina Andrea de Charny –  córka barona de Taverney-Maison-Rouge,siostra Filipa de Taverney, żona hrabiego Oliwiera de Charny, dama dworu Marii Antoniny Austriackiej.
- Józef Balsamo – w tej powieści pojawia się pod barona de Zannone, bankiera genewskiego.
- Ludwik XVI wraz z rodziną.
- hrabia Oliwer de Charny – kochanek Marii Antoniny. Pięć lat wcześniej poślubił Andreę, by ratować honor królowej, czuje jednak coraz większy szacunek i podziw dla swojej żony, który zmienia się w głęboką miłość.
- doktor Honoriusz Gilbert – jeden z głównych bohaterów Józefa Balsamo, pojawia się również w Aniele Pitou, jako opiekun tytułowego bohatera. Uczeń Józefa Balsamo, od którego nauczył się hipnozy, lekarz króla Ludwika XVI.
- Sebastian Gilbert – syn doktora Gilberta i hrabiny Andrei de Charny, przyjaciel Anioła Pitou. Jego ojciec porwał go z domu matki wkrótce po jego urodzeniu. Od piętnastego roku życia widywał w marzeniach postać swej matki, o której wiedział, że nie żyje.
- Katarzyna Billot – córka ojca Billot. Zakochała się w wicehrabim Izydorze de Charny, z którym miała syna Izydora.
- ojciec Billot – gospodarz w Pisseleu, ogarnięty ideami rewolucyjnymi. Ojciec Katarzyny Billot.
- Anioł Pitou – przyjaciel ojca Billot, z którym brał udział w wydarzeniach związanych z wybuchem rewolucji francuskiej. Komendant gwardii narodowej w Haramont. Kocha potajemnie Katarzynę Billot. Po odpłynięciu doktora Gilbert i ojca Billot do Ameryki poślubia Katarzynę Billot.

## O powieści
Akcja powieści zaczyna się 6 października 1789 przeprowadzką rodziny królewskiej z Wersalu do Tuilleries. W powieści występuje szereg postaci historycznych, oprócz rodziny królewskiej, również rewolucjoniści: Maksymilian de Robespierre, Jean-Paul Marat, Honoré Gabriel Riquetti, hrabia Mirabeau. Głównymi bohaterami powieści są Oliwer de Charny, kochanek królowej Marii Antoniny, jego żona Andrea, hrabina de Charny, od której pochodzi tytuł utworu i brat Oliwera, wicehrabia Izydor de Charny, pan Boursonnes, zakochany w Katarzynie Billot. Alessandro Cagliostro, który w Józefie Balsamo rozpoczął swą pracę zmierzającą do obalenia monarchii we Francji, a w Naszyjniku królowej kontynuował swe dzieło zniszczenia, nieobecny w Aniele Pitou, w Hrabinie de Charny osiąga swój cel. Powiesć jest dziełem spółki autorskiej Alexandre Dumas – Auguste Maquet. W tym zespole Maquet był odpowiedzialny za opracowanie brulionu powieści: zbierał materiały, przeszukiwał źródła historyczne i dbał o tło historyczne opisywanych wydarzeń. Dumas opracowywał tak przygotowany materiał artystycznie nadając charakter bohaterom, wprowadzając dialogi i efektowne zakończenia rozdziałów. Powieść była drukowana w latach 1852-1855 w odcinkach w czasopiśmie "La Presse". 